# Децим Юний Брут Калаик
Вижте пояснителната страница за други личности с името Децим Юний Брут.
Децим Юний Брут Калаик (на латински: Decimus Iunius Brutus Callaicus) e значителен политик на Римската република през 2 век пр.н.е.

## Произход и кариера
Произлиза от фамилията Юнии. Син е на Марк Юний Брут (консул 178 пр.н.е.). Неговият по-голям брат юристът Марк Юний Брут e прародител на Марк Юний Брут, убиецът на Юлий Цезар.
През 138 пр.н.е. Брут е избран за консул заедно с Публий Корнелий Сципион Назика Серапион. Той получава провинция Далечна Испания. Там се бие като проконсул до 136 пр.н.е. Като консул Брут основава град Valentia (днес Валенция) за ветераните от успешната война против лузитаните и убития Вириат (139 пр.н.е.). След връщането му в Рим той получава за успешните си битки в Испания против лузитаните и калаиките триумф. Получава и допълнителното име Калаик. След това построява обещания храм на Марс на Марсовото поле и го украсява с две статуи на седнал Арес и на Афродита, направени от гръцкия скулптор Скопас.
През 129 пр.н.е. Брут е легат на консула Гай Семпроний Тудицан и му помага в боевете против племената яподи, либурни и хистри в Илирия. Консулът получава за победата триумф. През 121 пр.н.е. той помага на консула Луций Опимий, който се бори против привържениците на реформаторите Гай Семпроний Гракх на Авентин.
Брут е също авгур, оратор и патрон на поета Луций Акций.

## Фамилия
Неговата съпруга се казва Клодия. С нея, вече доста стар през 120 пр.н.е., той има син Децим Юний Брут, който става през 77 пр.н.е. консул. Изглежда той има и дъщеря, която се омъжва за Гай Семпроний Гракх.